# Xysticus brevidentatus
Xysticus brevidentatus es una especie de araña cangrejo del género Xysticus, orden Araneae. Fue descrita científicamente por Wunderlich en 1995.

## Distribución geográfica
Se distribuye por Italia, Croacia, Bosnia y Herzegovina, Montenegro y Albania.